# Enrico dell'Acqua
(E. dell'Acqua)
Enrico Dell'Acqua (Abbiategrasso, 22 maggio 1851 – Milano, 13 luglio 1910) è stato un imprenditore italiano dell'industria tessile.
Fu chiamato "Il Pioniere" per aver dato inizio all'esportazione cotoniera in Italia.

## Biografia
Nacque ad Abbiategrasso da Francesco dell'Acqua e dalla bustocca Anna Provasoli; dopo gli studi a Milano entrò nell'azienda cotoniera del nonno Pietro Provasoli, nella quale lavorava anche il padre Francesco come ragioniere.
Nel 1871, assieme al fratello Giovanni, fondò a Castrezzato una tessitura meccanica, i cui prodotti venivano tinti e rifiniti a Busto Arsizio.
Dopo alcuni falliti tentativi di esportazione in Spagna e nel nord Africa, si rivolse all'America del sud e in particolare all'Argentina, dove vivevano molti immigrati italiani.
Negli anni '90, dell'Acqua fondò vari stabilimenti di produzione in Argentina e in Brasile, oltre a numerosi punti commerciali in tutto il Sudamerica; nel 1890 fondò anche la sua Nuova Società d'Esportazione Enrico dell'Acqua e C. Negli anni, inoltre, portò avanti ricerche e sperimentazioni per la creazione di nuovi tipi di materiali e coloranti tessili, e nel 1898 partecipò all'Esposizione Generale di Torino con i suoi prodotti.
Nel 1903, dell'Acqua entrò in rotta con il CdA della società, e ne lasciò la direzione; nel 1904 ne fondò quindi una nuova, l'Accomandita Enrico dell'Acqua e C.ia, mentre la sua vecchia società, nel 1905, si trasformò nella Società per l'Esportazione e per l'Industria Italoamericana.
Nel 1907-1908, a causa della crisi economia argentina, anche l'attività di Enrico dell'Acqua entrò in crisi, dando però segnali di ripresa nel corso del 1910. In quell'anno, dell'Acqua tornò quindi in Italia per presentare agli investitori i segnali positivi, quando la morte lo colse a Milano per un colpo apoplettico.
Oggi riposa nel Cimitero Monumentale di Milano.

## Riconoscimenti

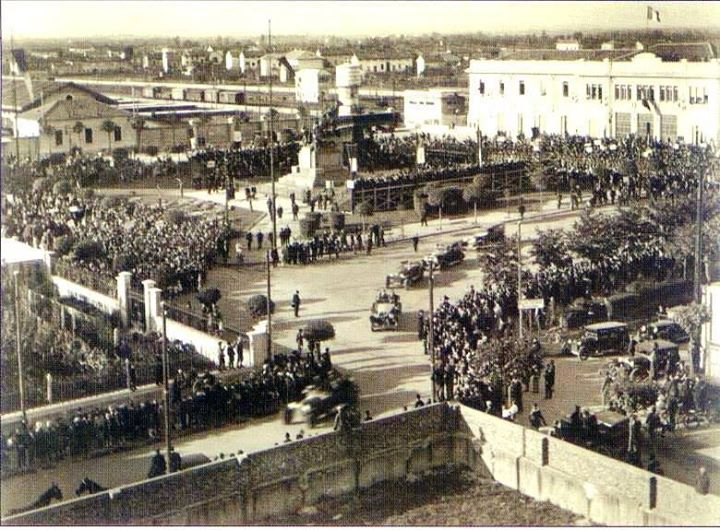
Inaugurazione del monumento a Enrico dell'Acqua a Busto Arsizio nel 1929

Il Ministero dell'industria e del commercio gli conferì la medaglia d'oro "per lo sviluppo grandioso da lui dato al commercio e all'industria tessile dell'America latina".
Ad Enrico dell'Acqua è intitolata una scuola a Busto Arsizio e un monumento equestre nella Piazza Volontari della Libertà della medesima città, di fronte alla stazione delle Ferrovie dello Stato. Il monumento fu progettato da Enrico Saroldi per la parte in bronzo ed Amedeo Fontana per la parte in granito, posta nel 1929, e fu inaugurato dal ministro delle corporazioni Giuseppe Bottai. Prima del 1940 esisteva un'inferriata che correva intorno al monumento, forgiata dai fratelli Lomazzi di Abbiate Guazzone.

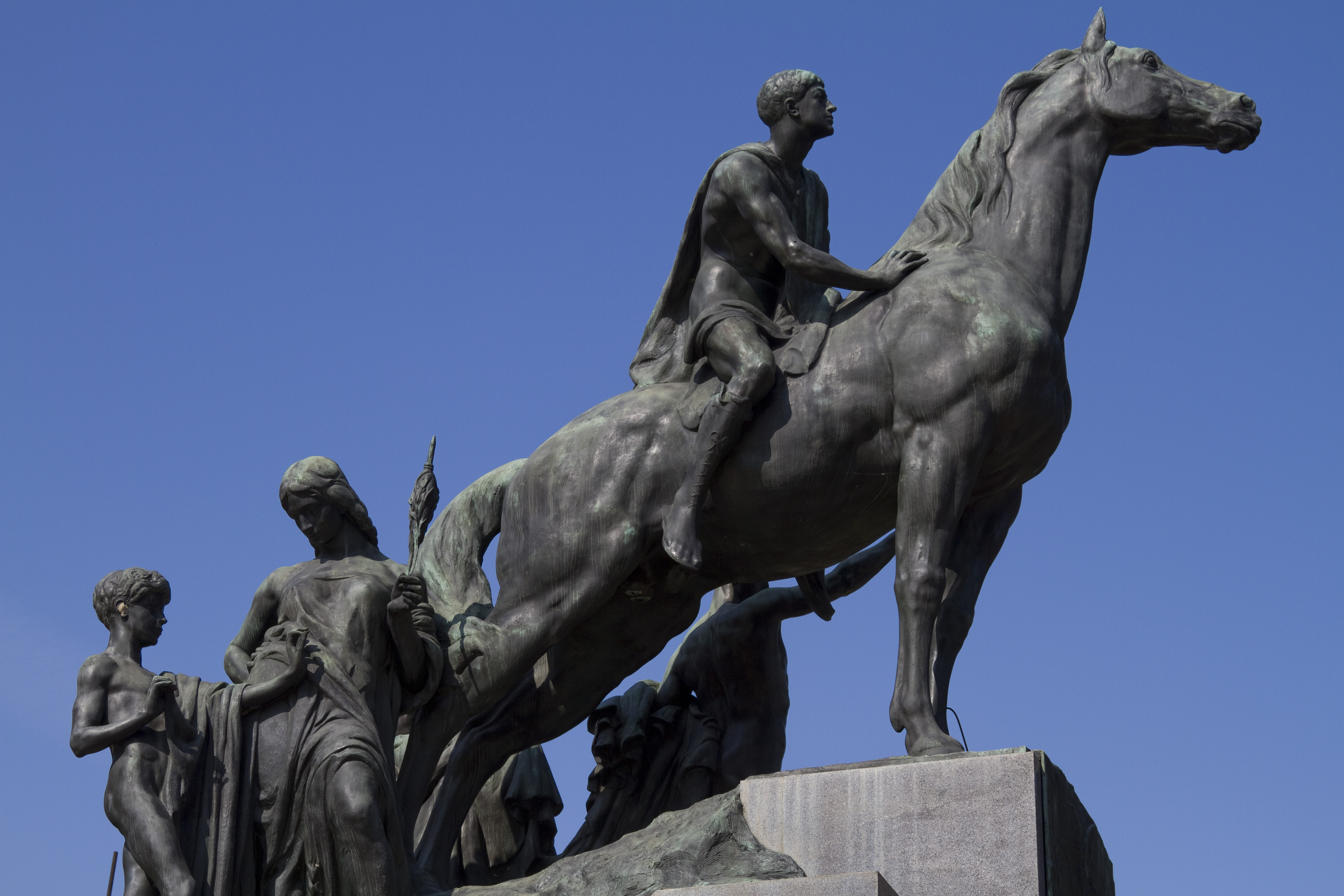
Il monumento oggi

Anche una via di Roma è intitolata ad Enrico Dell'Acqua.
Nel 1900, Luigi Einaudi, futuro presidente della Repubblica, scrisse sul personaggio Un principe mercante: studio sulla espansione coloniale italiana, edito dalle edizioni Bocca, Torino.
Nel 2010, in occasione del primo centenario della scomparsa di Enrico dell'Acqua, viene celebrato il Dell'Acqua-Day, con tanto di annullo filatelico emesso da Poste Italiane in suo onore.